# Márcio Richardes
Márcio Richardes (født 30. november 1981) er en brasiliansk fodboldspiller.